# Équipe d'Écosse de rugby à XV à la Coupe du monde 1995
L'équipe d'Écosse a été éliminée en quart de finale de la Coupe du monde de rugby 1995 par l'équipe Nouvelle-Zélande.
Les joueurs suivants ont joué pendant cette coupe du monde 1995. Les noms en gras indiquent les joueurs qui étaient titulaires lors du quart de finale.

## Première Ligne
- Kenny Milne
- Dave Hilton
- Peter Wright
- Paul Burnell
- Kevin McKenzie

## Deuxième Ligne
- Doddie Weir
- Damian Cronin
- Stewart Campbell

## Troisième Ligne
- Eric Peters
- Iain Morrison
- Rob Wainwright
- Peter Walton
- Ian Smith

## Demi de mêlée
- Bryan Redpath
- Derrick Patterson

## Demi d’ouverture
- Craig Chalmers

## Trois quart centre
- Graham Shiel
- Scott Hastings
- Tony Stanger
- Ian Jardine

## Trois quart aile
- Kenny Logan
- Craig Joiner

## Arrière
- Gavin Hastings  (capitaine)

## Meilleur réalisateur écossais
- Gavin Hastings : 104 points